# 朴玉洙
朴玉洙（パク・オクス、韓国語：박옥수、1944年 -　）はキリスト教グッドニュース宣教会の創設者であり、現在グッドニュース江南教会の担任牧師。
青少年のためのIYF（国際青少年連合）を設立した。

## 経歴
- 1944年-慶尚北道善山郡で生まれる。
- 1962年-聖書の御言葉を悟り、ただイエス・キリストの恩恵のみによる罪の赦しを受ける。その後、信仰宣教の盾（Shield of Faith Mission）宣教師学校に入学。ディック・ヨークとマーリーン・ベイカーによって国外宣教師に任命される。
- 1963年-慶尚南道陜川郡アプコク洞で最初の宣教活動を行う。
- 1971年-ディック・ヨークによって牧師に任命される。
- 1972年-大韓イエス教バプテスト（現グッドニュース宣教会）設立
- 1986年-宣教活動が本格的に始まり、「グッドニュース宣教会」に名称を変更。以後、韓国内だけでなくアメリカやアフリカ、南米、ロシアなど世界80か国に宣教師を育成派遣。
- 1987年-「罪の赦し・生まれ変わる秘密」初版発行。　英語、スペイン語、中国語、ロシア語、日本語、フィリピン語など２４か国語に翻訳され出版。
- 1997年-アメリカ「ロサンゼルス・ラジオコリア」で５年間「創世記講解」を放送。
- 2000年-グラシアス合唱団設立
- 2001年-国際青少年連合（IYF)設立（代表顧問に就任）
- 2004年-陸軍本部より教育講師として選任される。軍部隊自殺防止教育講演開始。、
- 2004年-韓国教会のニューリーダー大賞受賞（韓国日刊スポーツ主催）
- 2004年-ケニアGBS放送局設立
- 2005年-2005新韓国人大賞受賞（韓国日報主催）
- 2006年-モンゴル国立大学名誉哲学博士　学位授与
- 2008年-GoodNews Medical Volunteer（アフリカ医療奉仕団）設立　以後毎年派遣
- 2009年-ニューヨーク・マハナイム神学校（Mahanaim University）設立
- 2010年-マハナイムサイバー神学校設立（言語：英語、スペイン語、韓国語、日本語、フランス語、タイ語、ロシア語、トルコ語、カンボジア語、モンゴル語）世界４０か国で２５００人受講中
- 2016年-メキシコ・アステカ大学名誉教育学博士受領
- 2017年～2019年-キリスト教指導者連合（CLF)フォーラム主講師
- 2018年-ウガンダ・マンデラ国立スタジアム「年越フェスティバル」（10万人）で主講師
- 2019年-メキシコチアパス基督教大学名誉神学博士受領
- 2020年-5月オンライン聖書セミナー　世界275の放送局から生中継し、10億人余にメッセージ
- 2020年-アメリカ最大のキリスト教放送CTN放送説教開始

## 主な活動
韓国国内では、大都市での聖書セミナー、刑務所・軍部隊伝道、マハナイムサイバー神学校などを重点に活動している。陸軍本部は朴玉洙牧師を優秀教育講師に選任した。大都市聖書セミナーは、1986年釜山ムグンファ会館を皮切りに、毎年全国主要都市を巡回し「罪の赦しと生まれ変わり」「キリスト人としての人生」について御言葉を伝えている。
また、音楽人材育成のためにセソリ音楽中高等学校（前身はグラシアス音楽学校）を設立した。
2001年、一人の在米韓国人の教化を契機に社団法人「国際青少年連合(IYF:International Youth Fellowship)」を発足させ、2002年から「現場体験学習」として海外奉仕団を派遣した。 
2005年以降、現在の「グッドニュースコ(Good News Corps)」となり、闊達なボランティアプログラムとして定着した。キリスト教精神に基づき、約1年間派遣国とその民族のための活動を行い、民間交流者としての役割とグローバルリーダーシップの強い心と謙遜な人格を学ぶ。
また、IYFは英語キャンプ、英語スピーチ大会、世界文化キャンプなどの文化イベントも開催している。
通常の学校では受け入れが困難な学生のために代案学校「リンカーンハウススクール」を設立し、若者の健全な育成に尽力している。
パク牧師は2018-2019年、10万人のキリスト教徒が参加したウガンダのマンデラ国立スタジアムで主講師として新年のメッセージを伝え、12万人のキリスト教徒が参加した2016年インド「世界平和と国家のための祈祷会」でもメッセージを伝えた。
2017年からはニューヨークで発足した超教派の牧師団体であるキリスト教指導者連合(CLF)で福音と信仰の教役について講演し、現在まで約42万人の牧師に救いの確信を与え、牧師の霊的指導者として注目されている。
彼の説教はLAタイムズとニューヨークタイムズ（2006年から）に英文で掲載された。また、ロシアTBNを通じて放送説教「マタイ福音書講義」が放送され、その講義が180カ国余りに翻訳されて放送された。
毎週日曜日の説教は英語・中国語・スペイン語などで同時通訳され、約60カ国で放送されている。 また、ケニアに外国人としては初めてGBS(Good News Broadcasting System)地上波デジタル放送局を開局して説教放送をしている。
GBS放送は2010年、KBS世界韓国語放送人大会で韓国言論振興財団が後援した特別賞を受賞した。
2020年の新型コロナウイルス拡散からはインターネット放送宣教に力を入れ、4月の復活祭オンライン連合礼拝は全世界600万人に配信、4100件余の救いの証が届けられた。また、5月のオンライン聖書セミナーでは世界94ヶ国276の放送局から中継され10億人余りに御言葉が伝えられ、6月のCLFオンラインワールドカンファレンス、10月のオンライン聖書セミナー（655放送局、26言語、18億人に配信）と働きが広がっている
アメリカ最大のキリスト教放送局CTN（Christian Television Network）ではパク牧師の放送を見た人々からのリクエストを受け、「ヨハネによる福音書講解」を１年間毎週土曜日に放送することを決めた。CTNは御言葉中心のチャンネルで多くのキリスト人に信頼され、アメリカの視聴可能世帯は5,400万世帯、全世界での視聴可能世帯の人口は5億人にまで達する。
またオンライン宣教の先頭に立って、聖書セミナーで世界をつなぐ 役割をしている。
青少年教育に関する活動と成果は多くの国で認められるところとなり、パク牧師が面談した首脳は23カ国29人述べ51回に及ぶ。

## 受賞歴
- 2019 エスワティーニ首相からの感謝状、レソト国会感謝状
- 2019 タイ法務部・教育部感謝牌
- 2017 ウガンダ「アフリカリーダーシップエクセレンスアワード」
- 2015 ベナン政府功労勲章
- 2010 ソウル特別市地方警察庁感謝状
- 2009 釜山広域市表彰状
- 2008 警察庁長官感謝状
- 2005韓国日報「2005新韓国人大賞」「2005韓国社会貢献大賞」
- 2004ヘラルド経済「大韓民国未来経営大賞」真の宗教人大賞

## 著書
- 『私を引いて行くあなたは誰か？』 この時代最高のマインド書
- 『罪の赦し･生まれ変わる秘密』　神の最大の贈り物は罪の赦し。50万冊24ヶ国語に翻訳出版
- 『悔い改めと信仰』　真の悔い改めは人の心を中心から変える
- 『贖いのいけにえ』
- 『心の畑に立って』
- 『絶望から逃れて』
- 『神の小羊』
- 『心を売る百貨店』
- 『私の中にいる私ではない私』
- 『ふしぎな心の旅』　『私を引いて行くあなたは誰か？』をわかりやすくアニメ化

他50冊以上